# Selección de fútbol de Hong Kong
La selección de fútbol de Hong Kong (en chino, 香港足球代表隊; Yale cantonés, Hēunggóng jūkkàuh doihbíu deuih), es el equipo representativo de esta región administrativa especial china en las competiciones oficiales. Su organización está a cargo de la Asociación de fútbol de Hong Kong, perteneciente a la AFC
El equipo había estado representando a Hong Kong en los eventos internacionales de fútbol desde antes de 1997, cuando Hong Kong fue una colonia del Reino Unido. Actualmente sigue representando a Hong Kong, incluso después de que la excolonia fue entregada a la República Popular de China en 1997 por parte del Reino Unido y se convirtió en una región administrativa especial de la República Popular de China. Este equipo es independiente de la selección nacional de la República Popular de China, de acuerdo a la Ley Fundamental y el principio de "Un país, dos sistemas" el cual permite a Hong Kong a mantener sus propios equipos de representación en competiciones deportivas internacionales.

## Estadísticas

### Copa Mundial de Fútbol
| Copa Mundial de Fútbol | Copa Mundial de Fútbol  | Copa Mundial de Fútbol  | Copa Mundial de Fútbol  | Copa Mundial de Fútbol  | Copa Mundial de Fútbol  | Copa Mundial de Fútbol  | Copa Mundial de Fútbol  |
| Año                    | Ronda                   | J                       | G                       | E                       | P                       | GF                      | GC                      |
| ---------------------- | ----------------------- | ----------------------- | ----------------------- | ----------------------- | ----------------------- | ----------------------- | ----------------------- |
| 1930 - 1938            | No existía la selección | No existía la selección | No existía la selección | No existía la selección | No existía la selección | No existía la selección | No existía la selección |
| 1950 - 1970            | No participó            | No participó            | No participó            | No participó            | No participó            | No participó            | No participó            |
| 1974                   | No clasificó            | No clasificó            | No clasificó            | No clasificó            | No clasificó            | No clasificó            | No clasificó            |
| 1978                   | No clasificó            | No clasificó            | No clasificó            | No clasificó            | No clasificó            | No clasificó            | No clasificó            |
| 1982                   | No clasificó            | No clasificó            | No clasificó            | No clasificó            | No clasificó            | No clasificó            | No clasificó            |
| 1986                   | No clasificó            | No clasificó            | No clasificó            | No clasificó            | No clasificó            | No clasificó            | No clasificó            |
| 1990                   | No clasificó            | No clasificó            | No clasificó            | No clasificó            | No clasificó            | No clasificó            | No clasificó            |
| 1994                   | No clasificó            | No clasificó            | No clasificó            | No clasificó            | No clasificó            | No clasificó            | No clasificó            |
| 1998                   | No clasificó            | No clasificó            | No clasificó            | No clasificó            | No clasificó            | No clasificó            | No clasificó            |
| 2002                   | No clasificó            | No clasificó            | No clasificó            | No clasificó            | No clasificó            | No clasificó            | No clasificó            |
| 2006                   | No clasificó            | No clasificó            | No clasificó            | No clasificó            | No clasificó            | No clasificó            | No clasificó            |
| 2010                   | No clasificó            | No clasificó            | No clasificó            | No clasificó            | No clasificó            | No clasificó            | No clasificó            |
| 2014                   | No clasificó            | No clasificó            | No clasificó            | No clasificó            | No clasificó            | No clasificó            | No clasificó            |
| 2018                   | No clasificó            | No clasificó            | No clasificó            | No clasificó            | No clasificó            | No clasificó            | No clasificó            |
| 2022                   | No clasificó            | No clasificó            | No clasificó            | No clasificó            | No clasificó            | No clasificó            | No clasificó            |
| 2026                   | No clasificó            | No clasificó            | No clasificó            | No clasificó            | No clasificó            | No clasificó            | No clasificó            |
| 2030                   | Por disputarse          | Por disputarse          | Por disputarse          | Por disputarse          | Por disputarse          | Por disputarse          | Por disputarse          |
| 2034                   | Por disputarse          | Por disputarse          | Por disputarse          | Por disputarse          | Por disputarse          | Por disputarse          | Por disputarse          |
| Total                  | 0/23                    | -                       | -                       | -                       | -                       | -                       | -                       |

### Copa Asiática
| Copa Asiática | Copa Asiática  | Copa Asiática | Copa Asiática | Copa Asiática | Copa Asiática | Copa Asiática | Copa Asiática |
| Año           | Ronda          | J             | G             | E             | P             | GF            | GC            |
| ------------- | -------------- | ------------- | ------------- | ------------- | ------------- | ------------- | ------------- |
| 1956          | Tercer lugar   | 3             | 0             | 2             | 1             | 6             | 7             |
| 1960          | No clasificó   | No clasificó  | No clasificó  | No clasificó  | No clasificó  | No clasificó  | No clasificó  |
| 1964          | Cuarto lugar   | 3             | 0             | 0             | 3             | 1             | 5             |
| 1968          | Quinto lugar   | 4             | 0             | 1             | 3             | 2             | 11            |
| 1972          | No clasificó   | No clasificó  | No clasificó  | No clasificó  | No clasificó  | No clasificó  | No clasificó  |
| 1976          | No clasificó   | No clasificó  | No clasificó  | No clasificó  | No clasificó  | No clasificó  | No clasificó  |
| 1980          | No clasificó   | No clasificó  | No clasificó  | No clasificó  | No clasificó  | No clasificó  | No clasificó  |
| 1984          | No clasificó   | No clasificó  | No clasificó  | No clasificó  | No clasificó  | No clasificó  | No clasificó  |
| 1988          | No clasificó   | No clasificó  | No clasificó  | No clasificó  | No clasificó  | No clasificó  | No clasificó  |
| 1992          | No clasificó   | No clasificó  | No clasificó  | No clasificó  | No clasificó  | No clasificó  | No clasificó  |
| 1996          | No clasificó   | No clasificó  | No clasificó  | No clasificó  | No clasificó  | No clasificó  | No clasificó  |
| 2000          | No clasificó   | No clasificó  | No clasificó  | No clasificó  | No clasificó  | No clasificó  | No clasificó  |
| 2004          | No clasificó   | No clasificó  | No clasificó  | No clasificó  | No clasificó  | No clasificó  | No clasificó  |
| 2007          | No clasificó   | No clasificó  | No clasificó  | No clasificó  | No clasificó  | No clasificó  | No clasificó  |
| 2011          | No clasificó   | No clasificó  | No clasificó  | No clasificó  | No clasificó  | No clasificó  | No clasificó  |
| 2015          | No clasificó   | No clasificó  | No clasificó  | No clasificó  | No clasificó  | No clasificó  | No clasificó  |
| 2019          | No clasificó   | No clasificó  | No clasificó  | No clasificó  | No clasificó  | No clasificó  | No clasificó  |
| 2023          | Fase de grupos | 3             | 0             | 0             | 3             | 1             | 7             |
| 2027          | Por definir    | Por definir   | Por definir   | Por definir   | Por definir   | Por definir   | Por definir   |
| Total         | 4/18           | 13            | 0             | 3             | 10            | 10            | 30            |

## Torneos regionales

### Campeonato de Fútbol de Asia Oriental(EAFF)
| Campeonato de Fútbol de Asia Oriental | Campeonato de Fútbol de Asia Oriental | Campeonato de Fútbol de Asia Oriental | Campeonato de Fútbol de Asia Oriental | Campeonato de Fútbol de Asia Oriental | Campeonato de Fútbol de Asia Oriental | Campeonato de Fútbol de Asia Oriental | Campeonato de Fútbol de Asia Oriental |
| Año                                   | Ronda                                 | J                                     | G                                     | E                                     | P                                     | GF                                    | GC                                    |
| ------------------------------------- | ------------------------------------- | ------------------------------------- | ------------------------------------- | ------------------------------------- | ------------------------------------- | ------------------------------------- | ------------------------------------- |
| 2003                                  | Cuarto lugar                          | 3                                     | 0                                     | 0                                     | 3                                     | 2                                     | 7                                     |
| 2005                                  | No clasificó                          | No clasificó                          | No clasificó                          | No clasificó                          | No clasificó                          | No clasificó                          | No clasificó                          |
| 2008                                  | No clasificó                          | No clasificó                          | No clasificó                          | No clasificó                          | No clasificó                          | No clasificó                          | No clasificó                          |
| 2010                                  | Cuarto lugar                          | 3                                     | 0                                     | 0                                     | 3                                     | 0                                     | 10                                    |
| 2013                                  | No clasificó                          | No clasificó                          | No clasificó                          | No clasificó                          | No clasificó                          | No clasificó                          | No clasificó                          |
| 2015                                  | No clasificó                          | No clasificó                          | No clasificó                          | No clasificó                          | No clasificó                          | No clasificó                          | No clasificó                          |
| 2017                                  | No clasificó                          | No clasificó                          | No clasificó                          | No clasificó                          | No clasificó                          | No clasificó                          | No clasificó                          |
| 2019                                  | Cuarto lugar                          | 3                                     | 0                                     | 0                                     | 3                                     | 0                                     | 9                                     |
| 2022                                  | Cuarto lugar                          | 3                                     | 0                                     | 0                                     | 3                                     | 0                                     | 10                                    |
| 2025                                  | Cuarto lugar                          | 3                                     | 0                                     | 0                                     | 3                                     | 1                                     | 9                                     |
| Total                                 | 5/10                                  | 15                                    | 0                                     | 0                                     | 15                                    | 3                                     | 45                                    |

## Últimos partidos y próximos encuentros
Actualizado al último partido jugado el 15 de julio de 2025
| Fecha      | Ciudad    | Local     | Resultado | Visitante     | Competición                      |
| ---------- | --------- | --------- | --------- | ------------- | -------------------------------- |
| 15-10-2024 | So Kon Po | Hong Kong | 3:0       | Camboya       | Partido amistoso                 |
| 14-11-2024 | So Kon Po | Hong Kong | 3:1       | Filipinas     | Partido amistoso                 |
| 19-11-2024 | Mong Kok  | Hong Kong | 1:0       | Mauricio      | Partido amistoso                 |
| 08-12-2024 | So Kon Po | Mongolia  | 0:3       | Hong Kong     | Clasificación Copa EAFF 2025     |
| 14-12-2024 | So Kon Po | Hong Kong | 2:1       | China Taipéi  | Clasificación Copa EAFF 2025     |
| 17-12-2024 | So Kon Po | Guam      | 0:5       | Hong Kong     | Clasificación Copa EAFF 2025     |
| 19-03-2025 | Mong Kok  | Hong Kong | 2:0       | Macao         | Partido amistoso                 |
| 25-03-2025 | Kallang   | Singapur  | 0:0       | Hong Kong     | Clasificación Copa Asiática 2027 |
| 05-06-2025 | Kowloon   | Hong Kong | 0:0       | Nepal         | Partido amistoso                 |
| 10-06-2025 | Kowloon   | Hong Kong | 1:0       | India         | Clasificación Copa Asiática 2027 |
| 08-07-2025 | Yongin    | Japón     | 6:1       | Hong Kong     | Campeonato EAFF 2025             |
| 12-07-2025 | Yongin    | Hong Kong | 0:2       | Corea del Sur | Campeonato EAFF 2025             |
| 15-07-2025 | Yongin    | China     | 1:0       | Hong Kong     | Campeonato EAFF 2025             |
| 05-09-2025 | TBD       | ?         | -:-       | Hong Kong     | King's Cup 2025                  |
| 09-10-2025 | Dhaka     | Bangladés | -:-       | Hong Kong     | Clasificación Copa Asiática 2027 |
| 14-10-2025 | Kowloon   | Hong Kong | -:-       | Bangladés     | Clasificación Copa Asiática 2027 |

## Palmarés
- Copa Asiática:
  - Tercer lugar (1): 1956
  - Cuarto lugar (1): 1964

## Jugadores

### Más participaciones
En Negrita los jugadores que todavía están activos.
| #  | Nombre          | Apariciones | Goles | Posición | Periodo   |
| -- | --------------- | ----------- | ----- | -------- | --------- |
| 1  | Yapp Hung Fai   | 79          | 0     | POR      | 2010–     |
| 2  | Chan Siu Ki     | 70          | 40    | DEL      | 2004–2017 |
| 2  | Lee Chi Ho      | 70          | 0     | DEF      | 2000–2017 |
| 4  | Chan Wai Ho     | 67          | 6     | DEF      | 2000–2017 |
| 4  | Lee Wai Man     | 67          | 2     | DEF      | 1993–2006 |
| 6  | Poon Yiu Cheuk  | 62          | 4     | DEF      | 1998–2010 |
| 7  | Huang Yang      | 60          | 1     | MED      | 2012–     |
| 8  | Tsang Ting Fai  | 57          | 0     | DEF      | 1972–1980 |
| 9  | Cheung Sai Ho   | 56          | 8     | MED      | 1995–2007 |
| 10 | Leung Chun Pong | 55          | 2     | MED      | 2006–2018 |

### Goleadores

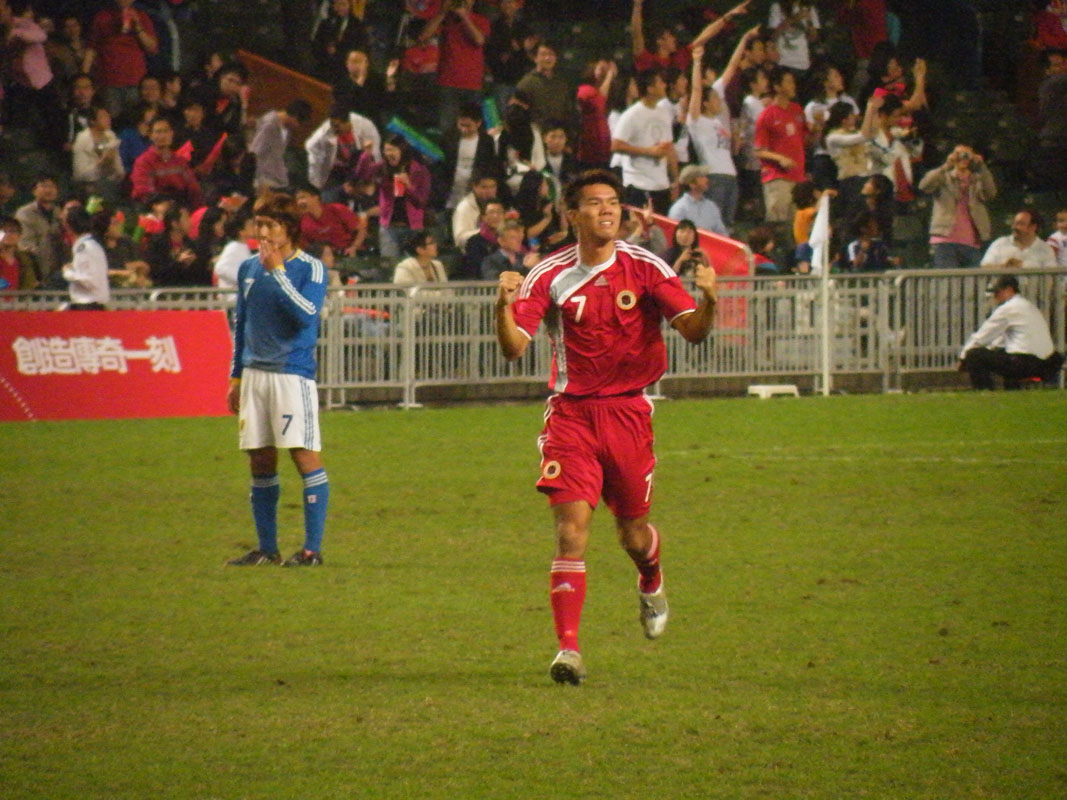
Chan Siu Ki es el goleador histórico de Hong Kong con 40 goles.

| #  | Nombre         | Goles | Apariciones | Periodo   |
| -- | -------------- | ----- | ----------- | --------- |
| 1  | Chan Siu Ki    | 40    | 70          | 2004–2017 |
| 2  | Au Wai Lun     | 26    | 50          | 1989–2005 |
| 3  | Lau Wing Yip   | 24    | 39          | 1971–1986 |
| 4  | Lau Chi Lam    | 23    | 41          | 1956–1964 |
| 5  | Wan Chi Keung  | 18    | 32          | 1976–1986 |
| 6  | Chung Chor Wai | 16    | 45          | 1971–1979 |
| 7  | Ho Cheng Yau   | 14    | 34          | 1956–1968 |
| 7  | Tim Bredbury   | 14    | 34          | 1986–1999 |
| 9  | Li Kwok Keung  | 13    | 34          | 1964–1972 |
| 10 | Yu Kwok Kit    | 12    | 13          | 1973–1977 |
| 10 | Kwok Ka Ming   | 12    | 47          | 1968–1979 |
| 10 | Jaimes McKee   | 12    | 53          | 2012–2019 |

### Última convocatoria
Los siguientes futbolistas fueron convocado para disputar el partido ante Singapur correspondiente a la eliminatoria rumbo a la Copa AFC 2027.
| No. | Pos. | Jugador              | Fecha de nacimiento (edad)         | Apa. | Goles | Club                     |
| --- | ---- | -------------------- | ---------------------------------- | ---- | ----- | ------------------------ |
| 1   | POR  | Yapp Hung Fai        | 21 de marzo de 1990 (35 años)      | 104  | 0     | Eastern                  |
| 18  | POR  | Tse Ka Wing          | 4 de septiembre de 1999 (25 años)  | 7    | 0     | Tai Po                   |
| 19  | POR  | Ng Wai Him           | 30 de junio de 2002 (23 años)      | 1    | 0     | Southern District        |
|     |      |                      |                                    |      |       |                          |
| 2   | DEF  | Alexander Jojo       | 11 de febrero de 1999 (26 años)    | 5    | 0     | Eastern                  |
| 3   | DEF  | Oliver Gerbig        | 12 de diciembre de 1998 (26 años)  | 19   | 0     | Henan                    |
| 4   | DEF  | Leon Jones           | 28 de febrero de 1998 (27 años)    | 10   | 1     | Kitchee                  |
| 6   | DEF  | Nicholas Benavides   | 5 de noviembre de 2001 (23 años)   | 4    | 2     | Tai Po                   |
| 12  | DEF  | Fernando             | 14 de noviembre de 1986 (38 años)  | 17   | 1     | Kitchee                  |
| 17  | DEF  | Shinichi Chan        | 5 de septiembre de 2002 (22 años)  | 24   | 1     | Shanghái Shenhua         |
| 21  | DEF  | Yue Tze Nam          | 12 de mayo de 1998 (27 años)       | 30   | 0     | Meizhou Hakka            |
| 23  | DEF  | Sun Ming Him         | 19 de junio de 2000 (25 años)      | 34   | 2     | Tianjin Jinmen Tiger     |
|     | DEF  | Clement Benhaddouche | 11 de mayo de 1996 (29 años)       | 0    | 0     | Eastern                  |
|     |      |                      |                                    |      |       |                          |
| 8   | MED  | Ngan Cheuk Pan       | 22 de enero de 1998 (27 años)      | 12   | 0     | Kitchee                  |
| 10  | MED  | Wong Wai             | 17 de septiembre de 1992 (32 años) | 55   | 6     | Lee Man                  |
| 14  | MED  | Yu Joy Yin           | 8 de octubre de 2001 (23 años)     | 15   | 0     | Shijiazhuang Gongfu      |
| 16  | MED  | Chan Siu Kwan        | 1 de agosto de 1992 (32 años)      | 31   | 6     | Tai Po                   |
|     |      |                      |                                    |      |       |                          |
| 5   | DEL  | Raphaël Merkies      | 15 de abril de 2002 (23 años)      | 2    | 1     | Shandong Taishan         |
| 7   | DEL  | Juninho              | 11 de diciembre de 1990 (34 años)  | 15   | 2     | Kitchee                  |
| 9   | DEL  | Matt Orr             | 1 de enero de 1997 (28 años)       | 37   | 9     | Shenzhen Peng City       |
| 11  | DEL  | Everton Camargo      | 25 de mayo de 1991 (34 años)       | 17   | 9     | Lee Man                  |
| 13  | DEL  | Stefan Pereira       | 16 de abril de 1988 (37 años)      | 14   | 0     | Southern District        |
| 15  | DEL  | Mahama Awal          | 10 de junio de 1991 (34 años)      | 11   | 0     | Southern District        |
| 20  | DEL  | Michael Udebuluzor   | 1 de abril de 2004 (21 años)       | 14   | 2     | VfR Mannheim             |
| 22  | DEL  | Ng Yu Hei            | 13 de febrero de 2006 (19 años)    | 4    | 0     | Chongqing Tongliang Long |